# Barbara Połomska

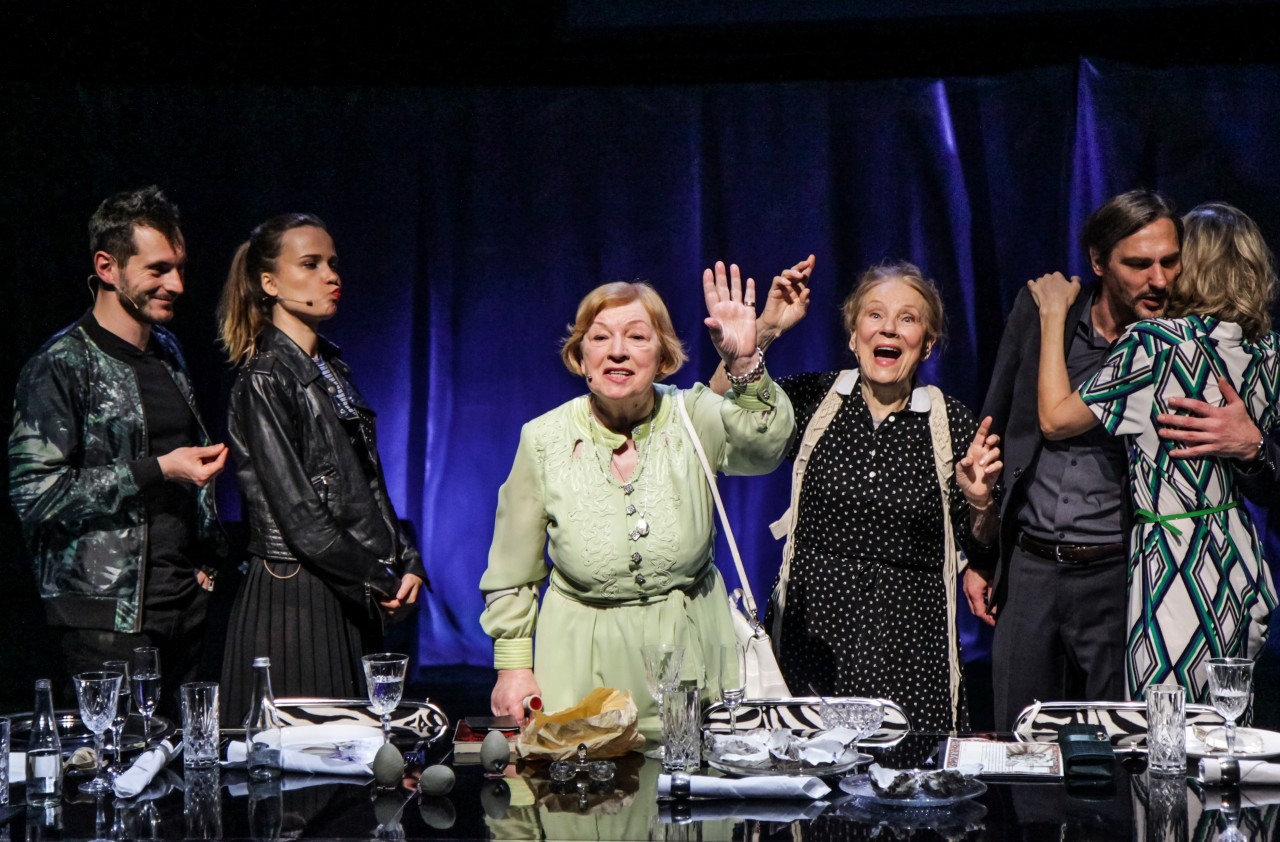
Barbara Połomska w czarnej sukience, obok Wanda Neumann

Barbara Alina Połomska-Erol (ur. 9 stycznia 1934 w Bydgoszczy, zm. 28 lipca 2021 w Tomaszowie Mazowieckim) – polska aktorka teatralna i filmowa.

## Życiorys
Absolwentka szkoły muzycznej (1952) i Państwowej Wyższej Szkoły Teatralnej w Krakowie, którą ukończyła w 1956 roku. Przez 64 lata była związana z Teatrem Powszechnym w Łodzi.
Trzykrotnie zamężna. Jej pierwszym mężem był operator filmowy – Bogusław Lambach, drugim reżyser – Feridun Erol, z którym miała syna Marcina (został montażystą filmowym). Po raz trzeci wyszła za mąż za inż. Bronisława Szewczyka (1929–2014).
Zmarła w Łodzi, pochowana 2 sierpnia 2021 w części rzymskokatolickiej na Starym Cmentarzu przy ul. Ogrodowej w Łodzi.

## Filmografia
- 1954 – Opowieść atlantycka
- 1955 – Godziny nadziei
- 1956 – Cień
- 1956 – Warszawska syrena
- 1957 – Eroica jako Zosia, siostra „Dzidziusia” ("Dzidziuś" określa potencjalnym szwagrem oficera węgierskiego z którym przy nim Zosia flirtuje)
- 1957 – Skarb kapitana Martensa
- 1958 – Ósmy dzień tygodnia
- 1958 – Zadzwońcie do mojej żony
- 1958 – Zvijezda putuje na jug
- 1959 – Inspekcja pana Anatola
- 1960 – Zezowate szczęście
- 1965 – Kapitan Sowa na tropie jako Diana (odc. 2)
- 1966 – Piekło i niebo
- 1975 – Zawodowcy
- 1982 – Matka Królów
- 1983 – Fucha
- 1984 – Uczeń mistrza Rumianka
- 1985 – W cieniu nienawiści
- 1989 – Gdańsk 39
- 1989 – Janka
- 1990 – Dziewczyna z Mazur
- 1990 – W piątą stronę świata
- 1991 – Nad rzeką, której nie ma
- 1991 – Skarga
- 1992 – Daens
- 1992 – Kawalerskie życie na obczyźnie
- 1993 – 20 lat później
- 1993 – Dwa księżyce
- 1993 – Straszny sen Dzidziusia Górkiewicza
- 1995 – Dzieje mistrza Twardowskiego
- 2012 – Paradoks jako pani Leokadia (odc. 5)

## Odznaczenia
- Złoty Krzyż Zasługi (1980)
- Medal 40-lecia Polski Ludowej (1985)
- Złoty Medal „Zasłużony Kulturze Gloria Artis” (22 września 2020)[5]
- Srebrny Medal „Zasłużony Kulturze Gloria Artis” (5 marca 2015)[5]
- Medal Pro Publico Bono im. Sabiny Nowickiej (2015)[6]
- Odznaka 1000-lecia Państwa Polskiego (1973)
- Odznaka „Zasłużony Działacz Kultury” (1985)
- Honorowa Odznaka Miasta Łodzi (1975)

Źródło:.

## Nagrody
- „Srebrny Pierścień” - nagroda za rolę Ankijewy w przedstawieniu Garaż w Teatrze Powszechnym w Łodzi (1987)[7]

## Upamiętnienie
1 października 2020 została osłonięta gwiazda Barbary Połomskiej w Łódzkiej Alei Gwiazd na ulicy Piotrkowskiej w Łodzi.
Uchwałą Rady Miasta Łodzi odcinek pasażu łączącego ulicę Legionów i Ogrodową (bezpośrednio przylegający do budynku Teatru Powszechnego w Łodzi) został nazwany w 2024 roku imieniem Barbary Połomskiej.